# 鄂寧
鄂寧（穆麟德轉寫：oning；1726年—1770年），西林覺羅氏，清朝官員，鄂爾泰之子。
鄂寧中乾隆十二年丁卯科举人。多次以员外郎署副都统，出任湖北巡抚，云南巡抚加内大臣衔。於乾隆年間擔任福建巡撫，主要從事福建之軍政事務，品等約為二品，後又隨父志業，也再任雲貴總督。曾参与征讨缅甸事务。
| 前任： 鍾音 | 福建巡撫 乾隆年間上任 | 繼任： 溫福 |

## 家庭
- 父大学士鄂尔泰。
- 妻烏雅氏（父正黄旗满洲、礼部尚书海望，堂兄一等武毅谋勇公兆惠）。
- 女西林覺羅氏，嫁镶黄旗满洲、云骑尉鈕祜祿氏色克精額（父一等果毅繼勇公阿里袞）。